# Archivo 81
Archivo 81 (en inglés, Archive 81) es una serie estadounidense de televisión web de terror sobrenatural desarrollada por Rebecca Sonnenshine, quien también ejerció como productora ejecutiva junto con Paul Harris Boardman y James Wan. Está basada en el podcast homónimo comenzado en 2016. La serie se estrenó en Netflix el 14 de enero de 2022. Entre el 9 y el 30 de enero, la serie ya había sido vista durante 128,47 millones de horas en todo el mundo según Netflix Top 10s.
La trama de la serie gira en torno a Dan (Mamoudou Athie), quien es contratado por una compañía misteriosa para restaurar las cintas de vídeo de un proyecto documental de la estudiante Melody Pendras (Dina Shihabi) sobre un bloque de apartamentos que quedaron dañadas en el incendio del mismo.
En marzo de 2022 la serie fue cancelada tras una única temporada.

## Reparto

### Principal
- Mamoudou Athie como Daniel "Dan" Turner
- Dina Shihabi como Melody Pendras
- Evan Jonigkeit como Samuel Spare / Alexander Davenport
- Julia Chan como Anabelle Cho
- Ariana Neal como Jessica "Jess" Lewis
- Mate McGorry como Mark Higgins
- Martin Donovan como Virgil Davenport

### Secundario
- Charlie Hudson III como Steve Turner
- Kate Eastman como Tamara Stefano
- Eden Marryshow como John Smith
- Georgina Haig como Iris Vos
- Kristin Griffith como Cassandra Pared
- Emy Coligado como Helen Yung

## Episodios
| N.º | Título                                            | Dirigido por                   | Escrito por                                | Fecha de lanzamiento original |
| --- | ------------------------------------------------- | ------------------------------ | ------------------------------------------ | ----------------------------- |
| 1 | «Mystery Signals» «Señales misteriosas»           | Rebecca Thomas                 | Paul Harris Boardman y Rebecca Sonnenshine | 14 de enero de 2022           |
| Dan es un restaurador a quien contrata Virgil Davenport, de L.M.G., para que restaure una serie de cintas de la tesis doctoral de Melody Pendras en 1994 sobre el edificio de apartamentos Visser. Aunque inicialmente Dan desconfía de Virgil por conocer datos sobre su vida privada, finalmente acepta el trabajo. Como las cintas son demasiado frágiles para ser trasladadas, se traslada a un campus de investigación propiedad de L.M.G., en el cual no hay internet ni cobertura móvil. Al comenzar a restaurar las cintas, Dan descubre como Melody busca a Jess, una niña del edificio que, según ella, ha sido raptada. Aparece entonces el padre de Dan, para sorpresa de este. |                                                   |                                |                                            |                               |
| 2 | «Wellspring»                                      | Rebecca Thomas                 | Rebecca Sonnenshine                        | 14 de enero de 2022           |
| Dan decide proseguir con el encargo para entender por qué su padre estaba involucrado. En las cintas, Jess presenta a Melody a más residentes del Visser. El Dr. Turner deja un mensaje en el contestador automático para Melody, revelando que es una paciente suya. Mientras busca cobertura en el recinto, Dan ve a una persona con una chaqueta roja que huye. Posteriormente encuentra una zona secreta en el edificio, ante lo que Virgil se ve obligado a contarle las sospechas que tiene acerca de que el Dr. Turner provocara el incendio que mató a la familia de Dan. Volviendo a las cintas, una noche Melody encuentra a muchos residentes en el sótano adorando a una estatua. Mark le revela a Dan que Melody está viva y que no murió en el incendio de Visser. |                                                   |                                |                                            |                               |
| 3 | «Terror in the Aisles» «Terror en los pasillos»   | Justin Benson y Aaron Moorhead | Michael Narducci                           | 14 de enero de 2022           |
| Melody cuenta como en su infancia fue abandonada y también sufría desmayos. Jess está experimentando convulsiones, por lo que acude al Dr. Turner. La madre de Jess cree que el padre Russo librará a Jess de sus ataques. Mark visita a Melody en el presente. Ella le dice que las cintas fueron falsificadas, ante lo que Mark se da cuenta de que ha suplantado la identidad a Melody, quien realmente está muerta. En el pasado, Melody encuentra a Jess atada a una silla en su apartamento mientras el padre Russo intenta realizar un exorcismo, pero le interrumpen y es detenido, no sin antes advertir a Melody de que se vaya mientras pueda. Dan sueña que puede hablar con Melody. |                                                   |                                |                                            |                               |
| 4 | «Spirit Receivers» «Receptores de espíritus»      | Justin Benson y Aaron Moorhead | Evan Bleiweiss                             | 14 de enero de 2022           |
| Dan empieza a perder la noción del tiempo cuando ve a Melody. En las cintas, Melody entrevista a la Sra. Wall y ve la estatua que el grupo estaba adorando en su apartamento. La Sra. Wall regala a la compañera de Melody, Annabelle, un bote de pintura negra que su "hermana" Eleanor utilizaba en sus trabajo. En el presente, Dan le cuenta a Melody quién es su padre, ante lo que ella se molesta. Cuando desaparece, se deja un diario escrito por "T. Bellows". Este revela el código para entrar en habitaciones secretas del recinto. Allí, Dan encuentra un documento que su padre escribió sobre puentes transdimensionales. Volviendo a las cintas, la Sra. Wall realiza una sesión de espiritismo para contactar con la madre de Melody, pero percibe otra fuerza. El ordenador de Dan falla y aparece Melody. Él le explica que murió hace 25 años. Al desaparecer, en las cintas la espiritista, Beatriz, recita la conversación que Melody y Dan acaban de tener. Abrumada, Beatriz se arranca la piel de la cara. Mientras, en el apartamento de Melody, Annabelle ha pasado la noche realizando numerosos cuadros con la pintura de Eleanor.                                                     |                                                   |                                |                                            |                               |
| 5 | «Through the Looking Glass» «A través del espejo» | Haifaa Al Mansour              | Bobak Esfarjani                            | 14 de enero de 2022           |
| En el hospital, Beatriz advierte a Melody que "No lo dejes salir". El Dr. Turner revela a Melody que le contó su caso a un investigador sobre personas como ella, a las que llamaba Baldung, pero fue rechazada para su estudio. Melody descubre que el padre Russo murió tras acudir a una misteriosa reunión la pasada noche. En su despacho, comprueba como el Padre había estado investigando al Visser y que Samuel, líder de la secta, tenía múltiples identidades falsas. También encuentra descripciones de un culto llamado Baldung y un dibujo de una estatua como la que vio en la sala comunitaria. Al parecer representaba a Kaelego, un ser a la vez dios y demonio. Melody se da cuenta de que el anillo de su madre tiene el sello de Baldung. Posteriormente acude a la exposición de la obra de Annabelle, todos de la misma mujer. Uno de los drogadictos de la sexta planta cae desde el edificio, lo que hace que Melody se enfrente a Samuel. Dan ve en las imágenes a Virgil hablado con Samuel inmediatamente después del suceso. Virgil tiene que revelarle a Dan que Samuel era su hermano y que cree que Melody le asesinó.                                                               |                                                   |                                |                                            |                               |
| 6 | «The Circle» «El círculo»                         | Haifaa Al Mansour              | Helen Leigh                                | 14 de enero de 2022           |
| Mark cuenta a Dan que ha encontrado a Thomas Bellows. Thomas fue contratado por Virgil para digitalizar cintas VHS. Tuvo delirios en el centro de investigación y poco después de abandonarlo. Dan rompe todas las cámaras de la instalación. Melody se entera de que Annabelle tuvo un brote psicótico e hirió a dos personas en la exposición de arte. También descubre que la Sra. Wall está envenenando a la gente con moho del sótano del edificio, pero al ir allí es sorprendida por Samuel. Dan descubre que Thomas estaba viendo la misma cara en las cintas que él. Samuel lleva a Melody a la sala de rituales. La canción que ha estado escuchando recurrentemente en el edificio es en realidad una oración. Samuel le muestra a Melody la grabación de un ritual que se realizó en el edificio sobre el que se construyó el Visser. Melody se da cuenta de que van a sacrificar a Jess. El Dr. Turner aparece para internar a Melody en un psiquiátrico. Mientras ve las cintas, un demonio aparece para intentar atrapar a Dan, por lo que este rompe todas las pantallas y cintas. Descubre una habitación similar a la del ritual en un sótano oculto, pero allí le golpean, quedando inconsciente. |                                                   |                                |                                            |                               |
| 7 | «The Ferryman» «El barquero»                      | Rebecca Thomas                 | Rebecca Sonnenshine                        | 14 de enero de 2022           |
| Dan se despierta en su apartamento, confundido y sin su teléfono móvil. Acude a LMG a enfrentarse a Virgil, pero le amenazan con emprender acciones legales si continúa su investigación. Mark pone a Dan al corriente sobre la Sociedad Vos. Dan se da cuenta de que la mujer que Annabel estaba pintando es Iris Vos. En 1924, una mujer llamada Rose es contratada como criada en la casa de los Vos y es testigo de la llegada de la estatua de Kaelego. Iris dirige a un grupo en la oración a Kaelego. Posteriormente, al aparecer moho en la mansión, Iris lo interpreta como una señal de Kaelego. Una bruja Baldung intenta robar el libro ritual, pero Jonah Vos le dispara. La familia Vos se dispone a realizar el ritual, pero Lukas Vos se replantea su participación y se marcha. Iris procede al ritual mientras lo graban. Tras degollar a Rose, aparece una luz misteriosa que interrumpe la película, poniendo fin a la grabación. En el presente, Mark y Dan encuentran a Annabelle, quien afirma que Melody ha estado esperando a Dan en el "Otro Mundo". |                                                   |                                |                                            |                               |
| 8 | «What Lies Beneath» «Bajo la superficie»          | Rebecca Thomas                 | Evan Bleiweiss y Michael Narducci          | 14 de enero de 2022           |
| Steve reúne a Melody con Annabelle en el psiquiátrico, pero impide a Melody irse por su propia seguridad. Ella escapa para salvar a Jess. En el presente, Annabelle le da a Dan una caja de cintas que Jess dejó para él. Las cintas muestran a Melody regresando para salvar a Jess. Melody convence a Jess para que escape, pero Melody queda inconsciente a manos del portero. Samuel y los miembros de la secta proceden al ritual. Iris aparece en el portal, en el que entran Samuel y Melody. Jess consigue abandonar el edificio cuando antes del incendio. Davenport se niega a ayudar a Dan a encontrar a Melody. Mark y Dan deciden intentar el ritual ellos mismos, pero Bobbi, la mujer de rojo, los detiene a punta de pistola revelando ser una Baldung y la madre biológica de Melody. Bobbi envía a Dan al Otro Mundo, donde ve a su difunta familia. Dan encuentra a Melody y se dirigen a la salida del portal, perseguidos por Kaelego. Samuel aparece en la salida y arrastra a Melody, pero esta consigue salir y reunirse con su madre y Mark. Dan se despierta en una cama de hospital y descubre que está en el año 1994, semanas después del incendio de Visser.                           |                                                   |                                |                                            |                               |

## Producción

### Desarrollo
El 26 de octubre de 2020 se anunció que Rebecca Sonnenshine sería la showrunner y productora ejecutiva de una serie de terror para Netflix y Atomic Monster, junto a James Wan y Paul Harris, este último ejerciendo también como guionista. La serie estaría basada en el podcast homónimo.

### Casting
Junto con el anuncio del proyecto, Mamoudou Athie y Dina Shihabi fueron confirmados como protagonistas. En noviembre del mismo año, Martin Donovan, Mate McGorry, Julia Chan, Evan Jonigkeit, y Ariana Neal se unieron al reparto.

### Filmación
El rodaje comenzó el 16 de noviembre de 2020 en Pittsburgh (Pensilvania) y concluyó el 29 de marzo de 2021.

### Estreno
Archivo 81 se estrenó en Netflix el 14 de enero de 2022. El 24 de marzo de ese mismo año la serie fue cancelada.

## Recepción
En el agregador de reseñas Rotten Tomatoes, la serie tiene un índice de aprobación del 86 %, con una nota media de 7.2/10 con base en 34 reseñas. El consenso crítico del sitio dice "Una intrigante mezcla de terror y cine negro: Archive 81 ofrece adictivas emociones sobrenaturales que son inquietantes en el mejor sentido." Metacritic le asignó una puntuación de 73 sobre 100 en base a 16 reseñas, indicando "reseñas generalmente favorables".
En el momento de su estreno, entró en el ranking de streaming Nielsen en el puesto número siete y llegó al número dos en su segunda semana.